# Астерион
Астерион (грч. Ἀστερίων) је у грчкој митологији било име више личности.

## Етимологија
Име Астерион има значење „од Сунца“.

## Митологија
- Астерион је име чак два Аргонаута, које су помињали Хигин, Аполодор и други аутори, а чије је име било и Астерије. Први је потицао из Пелене и био син Хиперасија и Хипсо или Антигоне или је био Хипасов син.[2] Као његови могући очеви се помињу и Пирем и Приск.[3] Други је био из Пиресије, града у Тесалији. Он је био или син Комета или Хиперасија.[2]
- Према Аполодору и Диодору, био је Теутамов син и критски краљ[3], који је оженио Европу и усвојио њену и Зевсову децу; Миноја, Сарпедона и Радаманта.[4] Нон га је називао Астерије.[5]
- Према Нону, Астерион је био Астрејев слуга.[5]
- Паусанија је навео Астериона као Минојевог сина, кога је убио Тезеј.[3] Наиме, Астерион или Астерије је име Минотаура.[1]
- Астерион (бог), речни бог.